# The Joke That Failed (film 1903)
The Joke That Failed  è un cortometraggio muto del 1904 diretto da Percy Stow.

## Produzione
Il film fu prodotto dalla Hepworth.

## Distribuzione
Distribuito dalla Hepworth, il film - un cortometraggio di 32,4 metri - uscì nelle sale cinematografiche britanniche nel marzo 1904. Venne presentato anche negli Stati Uniti dove uscì in prima nel novembre 1903 distribuito dall'American Mutoscope & Biograph e, nel 1905, dalla Kleine Optical Company.
Fu distrutto nel 1924 dallo stesso produttore, Cecil M. Hepworth. Fallito, in gravissime difficoltà finanziarie, Hepworth pensò in questo modo di poter almeno recuperare il nitrato d'argento della pellicola.